# Bucklandiella valdon-smithii
Bucklandiella valdon-smithii là một loài Rêu trong họ Grimmiaceae. Loài này được (Ochyra & Bednarek-Ochyra) Bednarek-Ochyra & Ochyra mô tả khoa học đầu tiên năm 2003.